# Nunspeet (gemeente)

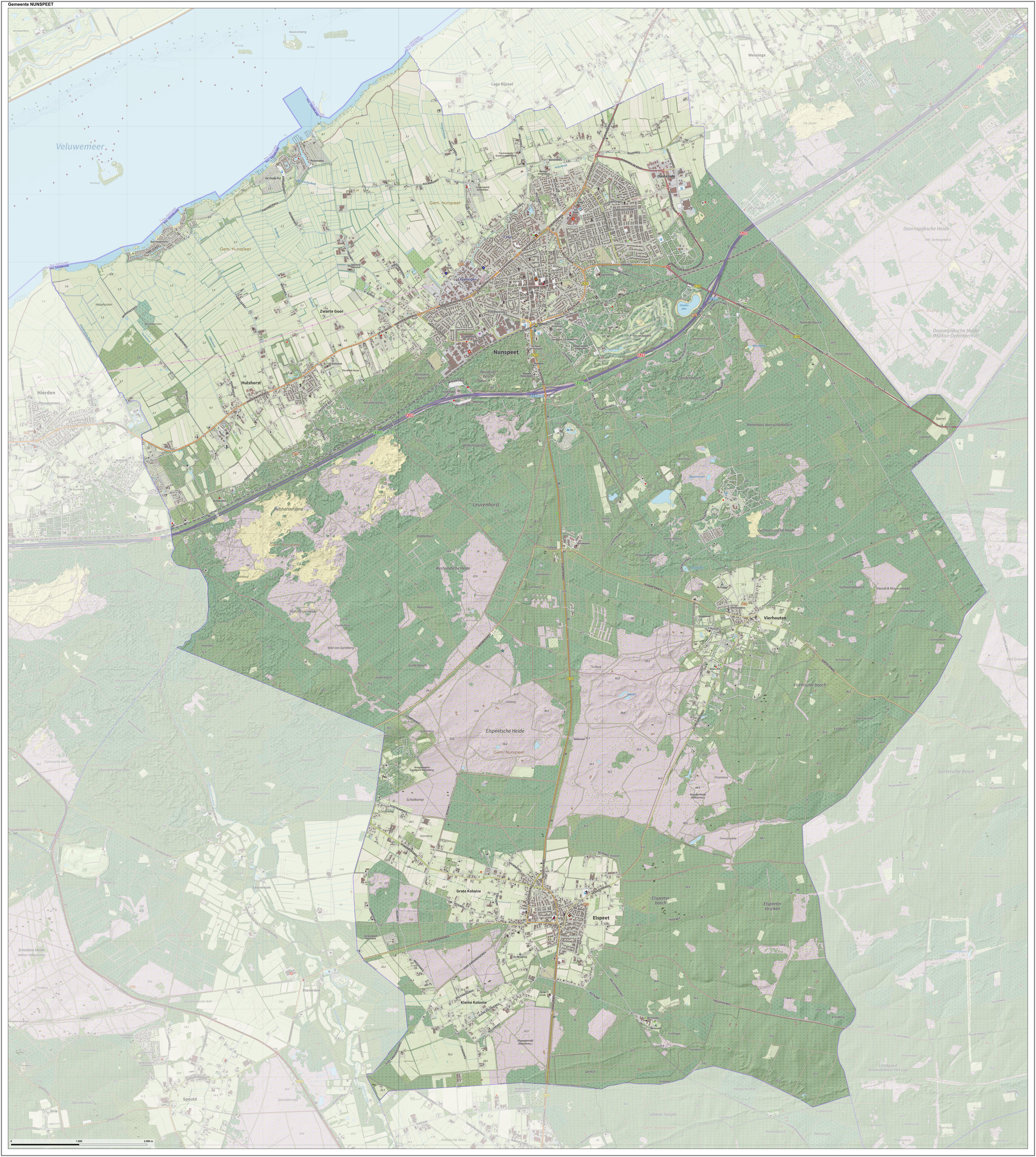
Topografische gemeentekaart van Nunspeet

Nunspeet is een gemeente op de Veluwe in de Nederlandse provincie Gelderland. Op 1 januari 1812 werd Nunspeet als zelfstandige gemeente van Ermelo afgesplitst, maar daar kwam op 1 januari 1818 alweer een eind aan. De huidige gemeente Nunspeet is ontstaan op 1 januari 1972 na de afsplitsing van de gemeente Ermelo. De gemeente telt 29.072 inwoners (22 november 2024, bron: CBS) en heeft een oppervlakte van 129,49 km² (waarvan 0,76 km² water).

## Kernen
De gemeente Nunspeet bestaat uit de kern Nunspeet met de voormalige buurtschappen Oosteinde, Westeinde, Zwarte Goor en Zoom, het dorp Elspeet met de buurtschappen Grote Kolonie en Kleine Kolonie, en de dorpen Vierhouten en Hulshorst.

## Recreatie en toerisme

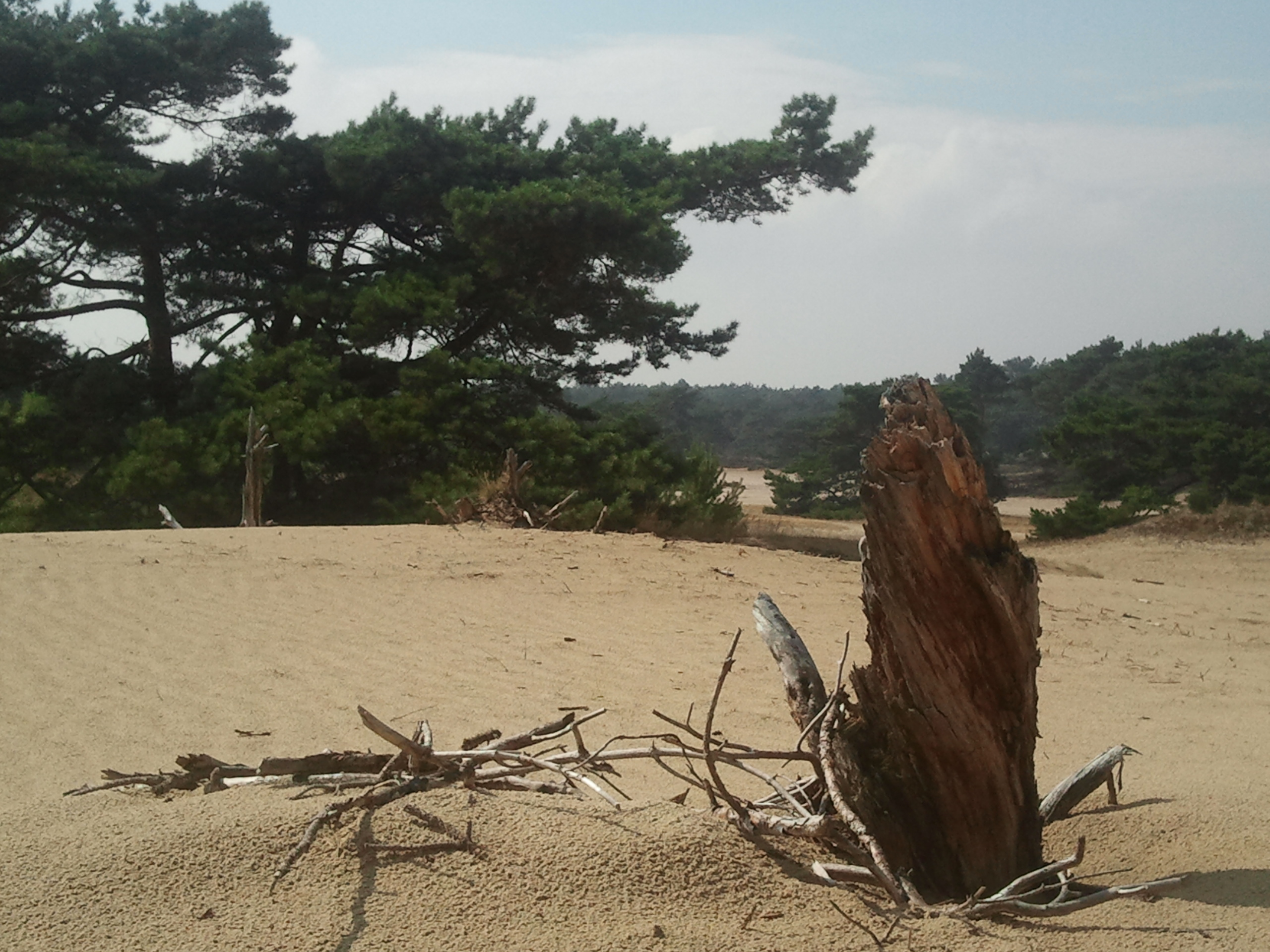
Hulshorsterzand

Vanwege de ligging op de Noordwest-Veluwe op de scheiding van het bosrijke Veluwemassief en het Veluwemeer was de gemeente Nunspeet al vroeg in trek bij recreanten. Een aantal van de oudste recreatieverblijven is er gevestigd. Camping Saxenheim is gestart rond 1920 en wordt beschouwd als een van de oudste campings van Nederland. Er is nog een aantal andere bedrijven uit die periode, zoals Mennorode (in 1925 gestart als ontmoetingsplaats van de Doopsgezinden), camping Paasheuvel (in 1922 gestart door de Arbeiders Jeugd Centrale), Hoogwolde (in 1915 gestart door de Rotterdamsche Bank), Hoophuizen (kampeerlocatie vanaf 1926) en De Oude Pol al in 1932 als strandbad in gebruik. Hotel De Mallejan is in 1862 gebouwd en werd geregeld bezocht door de koninklijke familie.
In 1961 werd de Veluwesnelweg A28 tussen Amersfoort en Zwolle aangelegd waardoor de bereikbaarheid van Nunspeet wederom aanzienlijk werd verbeterd. Het toerisme kreeg hierdoor opnieuw een impuls.
Vooral ’s zomers is de gemeente in trek bij (natuur)toeristen. Recreatie en toerisme zijn daardoor een belangrijke bron van inkomsten. Er zijn elk jaar 1.200.000 overnachtingen in Nunspeet (bron: gemeente Nunspeet). Het overgrote deel van deze toeristen overnacht op een van de vele campings. In de gemeente zijn veel wandel- en fietsroutes uitgezet. Het gebied leent zich ook goed voor mountainbiken. Als beginpunt hiervoor is het Veluwetransferium nabij station Nunspeet aangelegd, met onder meer een natuurbelevingscentrum en een klimtoren.
De aanwezigheid van bos, water, zandgronden zoals Hulshorsterzand en heidevelden trekt natuurrecreanten. In het zuiden van de gemeente liggen de Kroondomeinen die doorlopen tot aan Paleis Het Loo in Apeldoorn.
Aan het Veluwemeer bij Nunspeet zijn naast vier badstranden met watersporthavens ook een surfstrand en een vogeluitkijkpost aangelegd. Het Veluwemeer is geschikt voor veel windsurfers en kitesurfers vanwege het relatief ondiepe water. In de zomer onderhoudt een fietspont een regelmatige dienst tussen Polsmaten te Nunspeet en de Bremerbaai in Biddinghuizen.

## Kerken
De gemeente Nunspeet maakt deel uit van de zogenaamde Bijbelgordel. Christelijke partijen behalen een ruime meerderheid in de gemeente. Vooral Elspeet valt op, hier stemt bijna 90% van de inwoners op een christelijke partij. De grootste kerkelijke gemeente van Nunspeet is de Hervormde Gemeente, met meerdere gebouwen verspreid door het dorp. Het kerkgebouw van de Gereformeerde Gemeente van Nunspeet is met circa 1.900 zitplaatsen een van de grootste kerkgebouwen van Nederland.

## Sport
Het randmeer bij Nunspeet is in trek bij vele watersporters, zoals kite- en watersurfers. Verder zijn er vele sportverenigingen, onder andere voor voetbal (VV Nunspeet, VV Hulshorst, Vierhouten '82, VV Elspeet), zwemmen en tennis (N.T.C. De Wiltsangh), hockey (MHC Nunspeet), golf (De Verwaeyde Sandbergen), motocross (MC Nunspeet) en korfbal (k.v. Hellas'63).

## Cultuur
Sinds enkele jaren staat op een aantal gevels en andere geschikte plaatsen in de kernen van de gemeente Nunspeet een door de stichting Muurgedichten aangebracht gedicht. De gedichten zijn van bekende dichters en van lokale poëten.
In de gemeente is een aantal rijksmonumenten, gemeentelijke monumenten en oorlogsmonumenten:
- Lijst van rijksmonumenten in Nunspeet (gemeente)
- Lijst van gemeentelijke monumenten in Nunspeet
- Lijst van oorlogsmonumenten in Nunspeet

## Bestuurlijk
Al ver voor het jaar 1000 maakte Nunspeet deel uit van het kerspel Ermelo. De bestuurlijke indeling in de elfde eeuw volgde de kerkelijke indeling: het schoutambt Ermelo omvatte Nunspeet, Ermelo en Harderwijk. Nadat Harderwijk in de dertiende eeuw zelfstandig werd, ontwikkelde Nunspeet zich tot de belangrijkste kern van de gemeente. De dorpen Elspeet en Vierhouten werden pas begin negentiende eeuw bij Nunspeet-Ermelo gevoegd. Ermelo voelde zich lange tijd achtergesteld door het gemeentebestuur in Nunspeet en na anderhalve eeuw van spanningen werd de gemeente in 1972 definitief gesplitst.

### Gemeenteraad
De gemeenteraad van Nunspeet bestaat sinds 1994 uit 21 zetels. Hieronder de behaalde zetels per partij bij de gemeenteraadsverkiezingen sinds 1982:
| Partij                  | 1982 | 1986 | 1990 | 1994 | 1998 | 2002 | 2006 | 2010 | 2014 | 2018 | 2022 |
| ----------------------- | ---- | ---- | ---- | ---- | ---- | ---- | ---- | ---- | ---- | ---- | ---- |
| Gemeentebelang Nunspeet | 2    | 3    | 4    | 6    | 5    | 5    | 5    | 6    | 5    | 6    | 8    |
| SGP                     | 4    | 4    | 4    | 5    | 5    | 6    | 6    | 6    | 7    | 7    | 7    |
| ChristenUnie*)          | 4    | 4    | 4    | 5    | 4    | 4    | 5    | 5    | 4    | 4    | 4    |
| CDA                     | 4    | 4    | 4    | 3    | 3    | 3    | 2    | 2    | 2    | 2    | 1    |
| PvdA/GroenLinks         | -    | -    | -    | -    | -    | -    | -    | -    | -    | 1    | 1    |
| VVD                     | 3    | 2    | 1    | 1    | 2    | 1    | 1    | 1    | 2    | 1    | -    |
| PvdA                    | -    | 2    | 2    | 1    | 2    | 2    | 2    | 1    | 1    | -    | -    |
| PvdA-D66                | 2    | -    | -    | -    | -    | -    | -    | -    | -    | -    | -    |
| Totaal                  | 19   | 19   | 19   | 21   | 21   | 21   | 21   | 21   | 21   | 21   | 21   |

* T/m 1998 deed de RPF, voorganger van de ChristenUnie, mee aan de verkiezingen.

## Aangrenzende gemeenten
| Aangrenzende gemeenten    | Aangrenzende gemeenten | Aangrenzende gemeenten | Aangrenzende gemeenten | Aangrenzende gemeenten |
| ------------------------- | ---------------------- | ---------------------- | ---------------------- | ---------------------- |
| Dronten (Fl) (Veluwemeer) |                        |                        |                        | Elburg                 |
|                           |                        |                        |                        |                        |
| Harderwijk                | Epe                    |                        |                        |                        |
|                           |                        |                        |                        |                        |
| Ermelo                    |                        | Apeldoorn              |                        |                        |

## Geboren in Nunspeet
- Lara Billie Rense (1972), radiopresentator